# 주홍거미
주홍거미는 주홍거미과에 속하는 거미이다. 몸길이는 암컷이 9~16mm이고 수컷이 8~12mm이다. 암컷은 온몸이 검은색이고 배 부위의 등에 황갈색의 근육질 점이 네 쌍 있다. 수컷은 머리가 검은색이지만, 배 부위의 등은 붉은색이고 그 위에 큰 검은색의 점이 네 개 있는데, 그 각각의 가운데 붉은색 근육질 점이 있다. 눈은 여덟 개로 모두 검은색이고 다리는 짧고 굵으며, 각 마디 끝 부분에 흰색 털이 나 있어서, 다리 전체는 검은 바탕에 흰 색동 무늬를 나타낸다.
건조한 곳의 땅 속에 굴을 파고 살며, 땅 위에 조잡한 그물을 친다. 성체 수컷은 여기저기를 떠돌면서 생활하기도 한다. 5-10월에 모습을 나타낸다. 한국·중국·유럽·아프리카 등지에 분포한다.